# Fallen (Evanescence-Album)
Fallen (englisch für: „abgestürzt“/„gefallen“ im Sinne von heruntergefallen oder gestorben) ist das Debütalbum der US-amerikanischen Metalband Evanescence aus dem Jahr 2003.

## Titel und Texte
Amy Lee sagte in einem Interview im Australia MTV's The Lair, dass sie nie einen Song zusammen mit Ben Moody geschrieben hat. Sie begann stets allein, präsentierte ihre Entwürfe Moody und nahm dann Anpassungen vor. Die meisten Lieder aus Fallen spiegeln Amys Gefühle und Gedanken wider.
„Going Under“ war das letzte Lied, das für Fallen geschrieben wurde. Es reflektiert die gerade durchgemachte physisch und emotional zerstörerische Beziehung Lees. Der Song sollte die erste Single werden. Da „Bring Me to Life“ jedoch Teil des Soundtracks von Daredevil war, wurde dieser Titel als Single vorgezogen.

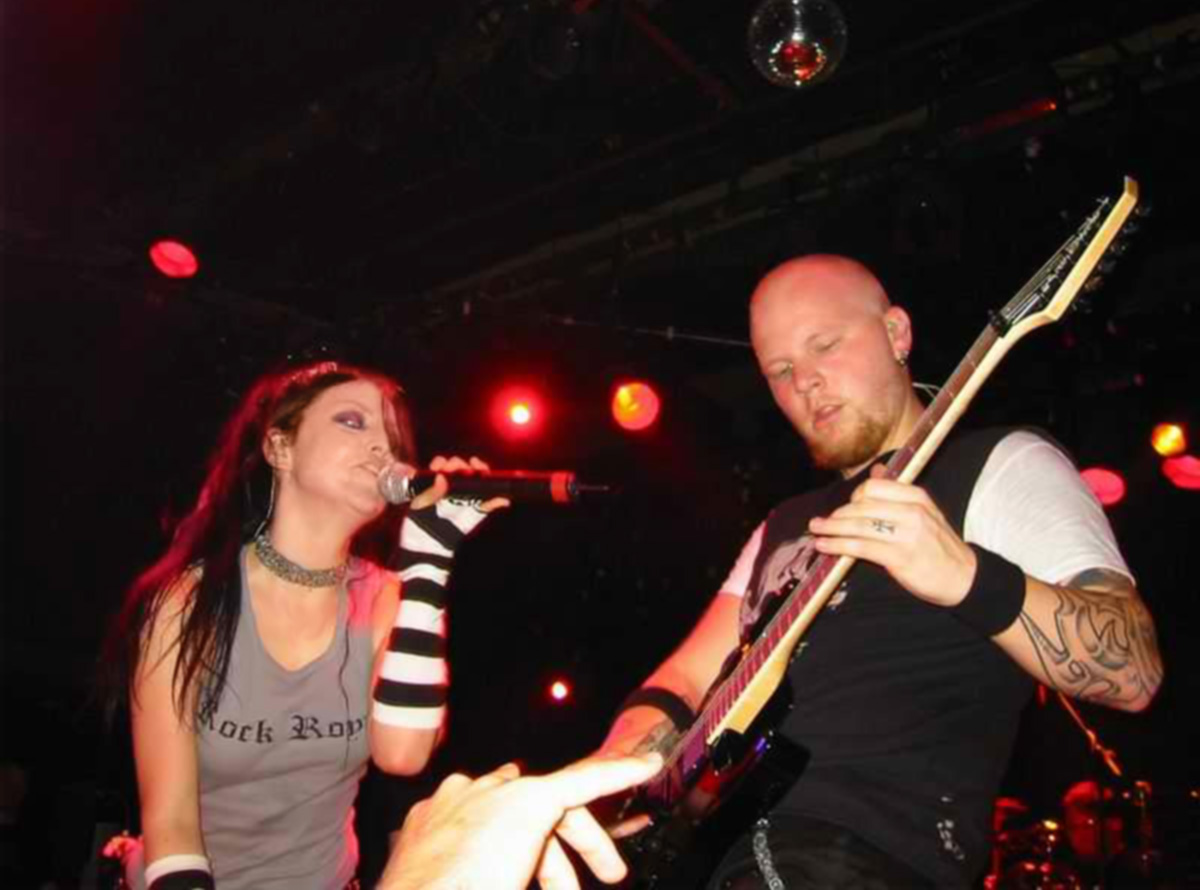
Amy Lee und Ben Moody bei einem Konzert in Barcelona (2003)

Die Idee „Bring Me to Life“ basiert auf einer Begegnung Lees mit dem Freund eines Freundes in einem Restaurant. Sie fühlte sich unglücklich und missbraucht in ihrer Beziehung, versuchte es aber zu verbergen. Nach einigen Worten fragte er plötzlich: „Bist du glücklich?“. Sie fühlte ihr Herz schlagen und bejahte die Frage im Glauben, er sei ein Hellseher. Später hat sie allerdings angegeben, dass sie das Lied über ihren alten Freund und jetzigen Ehemann Josh Hartzler geschrieben hat.
Lees Schwester war fasziniert von Popstars wie Christina Aguilera oder Britney Spears, was die Inspiration für das Lied „Everybody's Fool“ war. Diese hatte sich als Achtjährige wie jene Superstars angezogen, was Amy verärgerte.
„My Immortal“ wurde von Ben Moody geschrieben und basiert auf einer seiner Kurzgeschichten. Es handelt von einem Geist, der einen nicht loslässt. Im Booklet widmete er das Lied seinem Großvater.
„Haunted“ basiert ebenfalls von einer Story von Moody, geschrieben wurde der Text jedoch von Amy Lee. Der Titel handelt von einem kleinen Mädchen, das ihrem roten Ball in eine verfallene Villa folgt, aus der es plötzlich keinen Ausgang mehr gibt.
„Hello“ wurde, wie „Like You“ vom Album The Open Door, in Gedenken an Lees verstorbene Schwester geschrieben.
„Tourniquet“ wurde von Rocky Gray ursprünglich für die Band Soul Embraced geschrieben und handelt von Suizid.

## Titelliste
| #   | Titel                               | Autoren                                                             | Länge |
| --- | ----------------------------------- | ------------------------------------------------------------------- | ----- |
| 1.  | Going Under                         | Ben Moody, Amy Lee, Rocky Gray, Will Boyd, John LeCompt             | 3:34  |
| 2.  | Bring Me to Life (feat. Paul McCoy) | Ben Moody, Amy Lee, Rocky Gray, Will Boyd, John LeCompt, Paul McCoy | 3:58  |
| 3.  | Everybody’s Fool                    | Ben Moody, Amy Lee, Rocky Gray, Will Boyd, John LeCompt             | 3:16  |
| 4.  | My Immortal                         | Ben Moody, Amy Lee, Rocky Gray, Will Boyd, John LeCompt             | 4:24  |
| 5.  | Haunted                             | Ben Moody, Amy Lee, Rocky Gray, Will Boyd, John LeCompt             | 3:06  |
| 6.  | Tourniquet                          | Ben Moody, Amy Lee, Rocky Gray, Will Boyd, John LeCompt             | 4:39  |
| 7.  | Imaginary                           | Ben Moody, Amy Lee, Rocky Gray, Will Boyd, John LeCompt             | 4:17  |
| 8.  | Taking Over Me                      | Ben Moody, Amy Lee, Rocky Gray, Will Boyd, John LeCompt             | 3:50  |
| 9.  | Hello                               | Amy Lee                                                             | 3:40  |
| 10. | My Last Breath                      | Ben Moody, Amy Lee, Rocky Gray, Will Boyd, John LeCompt             | 4:08  |
| 11. | Whisper                             | Ben Moody, Amy Lee, Rocky Gray, Will Boyd, John LeCompt             | 5:30  |
| 12. | My Immortal (Band Version)          | Ben Moody, Amy Lee, Rocky Gray, Will Boyd, John LeCompt             | 4:33  |

## Singleauskopplungen
| Jahr          | Titel            | Höchstplatzierung, Gesamtwochen, AuszeichnungChartplatzierungen (Jahr, Titel, , Platzierungen, Wochen, Auszeichnungen, Anmerkungen) | Höchstplatzierung, Gesamtwochen, AuszeichnungChartplatzierungen (Jahr, Titel, , Platzierungen, Wochen, Auszeichnungen, Anmerkungen) | Höchstplatzierung, Gesamtwochen, AuszeichnungChartplatzierungen (Jahr, Titel, , Platzierungen, Wochen, Auszeichnungen, Anmerkungen) | Höchstplatzierung, Gesamtwochen, AuszeichnungChartplatzierungen (Jahr, Titel, , Platzierungen, Wochen, Auszeichnungen, Anmerkungen) | Höchstplatzierung, Gesamtwochen, AuszeichnungChartplatzierungen (Jahr, Titel, , Platzierungen, Wochen, Auszeichnungen, Anmerkungen) | Anmerkungen                                                                 |
| Jahr          | Titel            | DE | AT | CH | UK | US | Anmerkungen                                                                 |
| ------------- | ---------------- | --- | --- | --- | --- | --- | --------------------------------------------------------------------------- |
| 2003          | Bring Me to Life | DE2 ×3Dreifachgold · (25 Wo.)DE | AT3 (33 Wo.)AT | CH6 Gold · (46 Wo.)CH | UK1 ×3Dreifachplatin · (38 Wo.)UK                                                                                                   | US5 ×3Dreifachplatin · (32 Wo.)US                                                                                                   | Erstveröffentlichung: 7. April 2003 Verkäufe: + 6.569.000; feat. Paul McCoy |
| 2003          | Going Under      | DE15 (9 Wo.)DE | AT14 (12 Wo.)AT | CH13 (20 Wo.)CH | UK8 Gold · (8 Wo.)UK | — | Erstveröffentlichung: 8. September 2003 Verkäufe: + 495.000                 |
| 2003          | My Immortal      | DE5 Gold · (20 Wo.)DE | AT11 (20 Wo.)AT | CH7 (28 Wo.)CH | UK7 Platin · (17 Wo.)UK | US7 Platin · (32 Wo.)US | Erstveröffentlichung: 4. November 2003 Verkäufe: + 2.025.000                |
| 2004          | Everybody’s Fool | — | — | CH35 (14 Wo.)CH | UK24 (5 Wo.)UK | — | Erstveröffentlichung: 31. Mai 2004                                          |
| Promo-Singles |                  | | | | | |                                                                             |
|               |                  | | | | | |                                                                             |
| 2014          | Imaginary        | — | — | — | — | — | Erstveröffentlichung: Juni 2004                                             |

## Kommerzieller Erfolg

### Chartplatzierungen
Fallen avancierte unter anderem zum Nummer-eins-Album in Österreich und dem Vereinigten Königreich. Darüber hinaus erreichte es Top-10-Platzierungen in Deutschland und der Schweiz (je Rang 2), oder auch den Vereinigten Staaten (Rang 3).
| ChartsChartplatzierungen       | Höchstplatzierung | Wochen |
| ------------------------------ | ----------------- | ------ |
| Deutschland (GfK)              | 2 (74 Wo.)        | 74     |
| Österreich (Ö3)                | 1 (74 Wo.)        | 74     |
| Schweiz (IFPI)                 | 2 (76 Wo.)        | 76     |
| Vereinigte Staaten (Billboard) | 3 (116 Wo.)       | 116    |
| Vereinigtes Königreich (OCC)   | 1 (88 Wo.)        | 88     |

| ChartsJahrescharts (2003)      | Platzierung |
| ------------------------------ | ----------- |
| Deutschland (GfK)              | 9           |
| Österreich (Ö3)                | 17          |
| Schweiz (IFPI)                 | 3           |
| Vereinigte Staaten (Billboard) | 8           |
| Vereinigtes Königreich (OCC)   | 15          |

| ChartsJahrescharts (2004)      | Platzierung |
| ------------------------------ | ----------- |
| Deutschland (GfK)              | 10          |
| Österreich (Ö3)                | 15          |
| Schweiz (IFPI)                 | 15          |
| Vereinigte Staaten (Billboard) | 6           |
| Vereinigtes Königreich (OCC)   | 59          |

### Auszeichnungen für Musikverkäufe
Fallen erhielt weltweit neun Mal Gold, 54 Mal Platin sowie eine Diamantene Schallplatte für über 15,3 Millionen verkaufte Einheiten verliehen. Quellen zufolge soll es sich über 17 Millionen Mal verkauft haben.
| Land/Region                  | Auszeichnungen für Musikverkäufe (Land/Region, Auszeichnung, Verkäufe) | Verkäufe    |
| ---------------------------- | ---------------------------------------------------------------------- | ----------- |
| Argentinien (CAPIF)          | 3× Platin                                                              | 120.000     |
| Australien (ARIA)            | 6× Platin                                                              | 420.000     |
| Belgien (BRMA)               | Platin                                                                 | 50.000      |
| Brasilien (PMB)              | 2× Platin · + Platin (Remastered 2023)                                 | 290.000     |
| Dänemark (IFPI)              | 4× Platin                                                              | 80.000      |
| Deutschland (BVMI)           | 7× Gold                                                                | 700.000     |
| Europa (IFPI)                | 3× Platin                                                              | (3.000.000) |
| Finnland (IFPI)              | Platin                                                                 | 56.679      |
| Frankreich (SNEP)            | 2× Platin                                                              | 600.000     |
| Griechenland (IFPI)          | 2× Platin                                                              | 40.000      |
| Italien (FIMI)               | Platin                                                                 | 50.000      |
| Japan (RIAJ)                 | Platin                                                                 | 250.000     |
| Kanada (MC)                  | 7× Platin                                                              | 700.000     |
| Mexiko (AMPROFON)            | 3× Gold                                                                | 225.000     |
| Neuseeland (RMNZ)            | 5× Platin                                                              | 75.000      |
| Niederlande (NVPI)           | Platin                                                                 | 80.000      |
| Norwegen (IFPI)              | Platin                                                                 | 40.000      |
| Österreich (IFPI)            | Platin                                                                 | 30.000      |
| Polen (ZPAV)                 | Gold                                                                   | 20.000      |
| Portugal (AFP)               | 2× Platin                                                              | 80.000      |
| Russland (NFPF)              | Platin                                                                 | 20.000      |
| Schweden (IFPI)              | Platin                                                                 | 60.000      |
| Schweiz (IFPI)               | 2× Platin                                                              | 80.000      |
| Spanien (Promusicae)         | Platin                                                                 | 100.000     |
| Ungarn (MAHASZ)              | Platin                                                                 | 20.000      |
| Vereinigte Staaten (RIAA)    | Diamant                                                                | 10.000.000  |
| Vereinigtes Königreich (BPI) | 4× Platin                                                              | 1.352.806   |
| Insgesamt                    | 9× Gold · 55× Platin · 1× Diamant ·                                    | 15.391.377  |

Hauptartikel: Evanescence/Auszeichnungen für Musikverkäufe